# Team A 3rd Stage“为了谁”

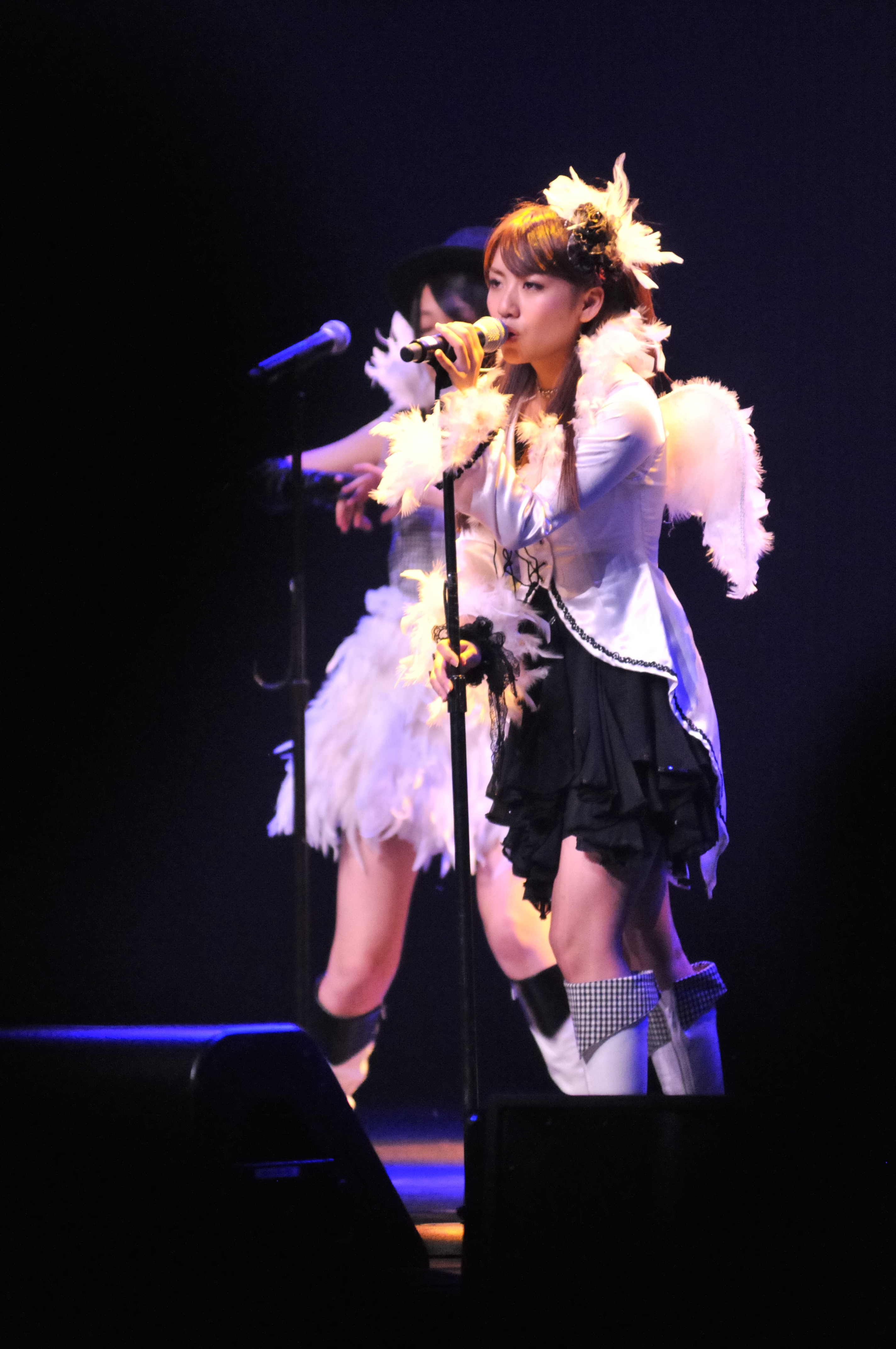
高桥南演唱《Bird》時的造型。

Team A 3rd Stage「为了谁」（日语：チームA 3rd Stage「誰かのために」）是AKB48 Team A的第3台剧场公演，以及NMB48的Team N和Team研究生的第一台劇場公演。

## 概要
AKB48 Team A的第3台剧场公演。2011年，AKB48的姊妹團體NMB48亦使用了「為了誰」為其第一場劇場公演。
本公演包括在成员生誕祭时会使用的《生日夜》。另外，《骑士》是献给在AKB48成立後第10天一直支持AKB48，到2006年6月16日的公演後不久在劇場內突然逝世，綽號「骑士」的粉絲。

## 公演内容

### 曲目
全部歌曲均由AKB48和NMB48總製作人秋元康作詞。
| 次序 | 歌名                                | 原文     | 作曲         | 編曲               | 備註                                       |
| ---- | ----------------------------------- | -------- | ------------ | ------------------ | ------------------------------------------ |
| 0    | overture                            | overture | 尾澤拓実     | 尾澤拓実           | 歌：TAZ                                    |
| 1    | 含羞草                              |          | 後藤次利     | 後藤次利           |                                            |
| 2    | Warning                             | Warning  | エザキマサル | 近田潔人           |                                            |
| 3    | 生日夜                              |          | 岡田実音     | 高島智明           | 在《驚喜之淚！》發售前於生誕祭時播放的歌曲 |
| 4    | Bird                                | Bird     | 森川直紀     | 田口智則、稲留春雄 |                                            |
| 5    | 用飛吻擊落他！                      |          | 岡田実音     | 高島智明           |                                            |
| 6    | 海市蜃樓                            |          | 岡田実音     | 高島智明           |                                            |
| 7    | 騎士                                |          | 酒井ミキオ   | Funta              |                                            |
| 8    | 制服真礙事                          |          | 井上義正     | 井上義正           |                                            |
| 9    | 夏已逝                              |          | 山崎燿       | 梅堀淳             |                                            |
| 10   | 小池                                | 小池     | 岡田実音     | 高島智明           |                                            |
| 11   | 月之形                              |          | 後藤次利     | 後藤次利           |                                            |
| 12   | 為了誰 -What can I do for someone?- |          | 井上義正     | 井上義正           |                                            |

#### 安可歌曲
| 次序 | 歌名            | 原文            | 作曲       | 編曲               | 備註                                        |
| ---- | --------------- | --------------- | ---------- | ------------------ | ------------------------------------------- |
| 1    | Team A組曲      | Team A組曲      | Team A組曲 | Team A組曲         | Team A組曲                                  |
| 1    | 想見你          |                 | BOUNCEBACK | 田口智則、稲留春雄 | 收錄於第1張單曲《想見你》                   |
| 1    | Dear my teacher | Dear my teacher | 岡田実音   | 影家淳             | 收錄於獨立製作時期首張單曲 《櫻花的花瓣們》 |
| 1    | 櫻花的花瓣們    |                 | 上杉洋史   | 樫原伸彦           | 收錄於獨立製作時期首張單曲 《櫻花的花瓣們》 |
| 1    | 裙襬飄飄        |                 | 岡田実音   | 影家淳             | 收錄於第2張單曲《裙襬飄飄》                 |
| 1    | AKB48           | AKB48           | 渡辺未来   | 高梨康治           |                                             |
| 2    | 賣眼淚的少女    |                 | 井上義正   | 井上義正           | 收錄於第3張《曾不屑一顧的愛情》             |

#### NMB48安可歌曲
| 次序 | 歌名         | 原文      | 作曲      | 編曲         | 備註                            |
| ---- | ------------ | --------- | --------- | ------------ | ------------------------------- |
| 1    | AKB48組曲    | AKB48組曲 | AKB48組曲 | AKB48組曲    | AKB48組曲                       |
| 1    | Beginner     | Beginner  | 井上義正  | 井上義正     | 收錄於第18張單曲《Beginner》    |
| 1    | 機會的順序   |           | 小西裕子  | 生田真心     | 收錄於第19張單曲《機會的順序》  |
| 1    | 馬尾與髮圈   |           | 多田慎也  | 生田真心     | 收錄於第16張單曲《馬尾與髮圈》  |
| 1    | 無限重播     |           | 山崎燿    | 田中ユウスケ | 收錄於第17張單曲《無限重播》    |
| 2    | NMB48        | NMB48     | 渡辺未来  | 高梨康治     |                                 |
| 3    | 賣眼淚的少女 |           | 井上義正  | 井上義正     | 收錄於第3張《曾不屑一顧的愛情》 |

### 演出
- 编舞：夏真弓（日语：夏まゆみ）

## AKB48公演

### AKB48 Team A 3rd Stage「为了谁」公演
- 公演期：2006年8月20日－2007年1月25日
- 演出成员

Team A：板野友美、浦野一美、大江朝美、大岛麻衣、折井あゆみ、川崎希、小嶋阳菜、驹谷仁美、佐藤由加理、篠田麻里子、高桥みなみ、户岛花、中西里菜、成田梨纱、平嶋夏海、星野みちる、前田敦子、增山加彌乃、峯岸みなみ、渡邊志穗
分组曲分工
- 《Bird》：高桥みなみ、大岛麻衣、篠田麻里子
- 《用飞吻击落他！》：前田敦子、峯岸みなみ、板野友美、成田梨纱、平嶋夏海、增山加彌乃
- 《海市蜃楼》：小嶋阳菜、中西里菜
- 《骑士》：浦野一美、大江朝美、折井あゆみ、川崎希、驹谷、佐藤由加理、户岛花、星野みちる、渡邊志穗
- 《制服真碍事》：板野友美、大岛麻衣、小嶋阳菜、篠田麻里子、高桥みなみ、中西里菜、前田敦子、峯岸みなみ

- 除了分组曲之外，在《小池》中，篠田有一段长台词。

## NMB48公演

### NMB48 1期生「為了誰」公演
- 公演期：2011年1月1日－2011年4月3日
- 演出成員
  - NMB48 1期生：太田里織菜、小笠原茉由、門脇佳奈子、岸野里香、木下春奈、近藤里奈、上西恵、白間美瑠、福本愛菜、松田栞、森彩華、山口夕輝、山田菜菜、山本彩（隊長）、吉田朱里、渡邊美優紀（以上16名為首日公演的成員、其後則跟其他成員交替出演）

分组曲分工
- 《Bird》：山本（小笠原）、岸野（沖田）、山口（木下春）
- 《用飞吻击落他！》：太田（小谷）、渡辺、木下春（篠原）、近藤、白間（川上）、吉田
- 《海市蜃楼》：山田、小笠原
- 《骑士》：門脇、上西、福本（小柳）、松田、森（原）
- 《制服真碍事》：吉田、山口、山田、岸野（沖田）、山本、小笠原、渡辺、近藤、白間（川上）

### NMB48 Team N 1st Stage「為了誰」公演
- 公演期：2011年4月4日－2011年5月16日
- 出演成員
  - Team N：小笠原茉由、門脇佳奈子、岸野里香、木下春奈、小谷里步、近藤里奈、篠原栞那、上西惠、白間美瑠、福本愛菜、松田栞、森彩華、山田菜菜、山本彩（隊長）、吉田朱里、渡邊美優紀

分组曲分工
- 《Bird》：山本、岸野、木下春
- 《用飞吻击落他！》：小谷、渡辺、篠原、近藤、白間、吉田
- 《海市蜃楼》：山田、小笠原
- 《骑士》：門脇、上西、福本、松田、森
- 《制服真碍事》：吉田、山田、岸野、山本、小笠原、渡辺、近藤、白間

- 《小池》雖然不是分組曲、但是這首歌中有山田菜菜用大阪腔說的一段長台詞。

### NMB48 Team N 1st Stage「為了誰」復活公演
- 公演期間：2012年10月12日 - 2013年10月15日
- 公演成員
市川美織、小笠原茉由、門脇佳奈子、岸野里香、木下春奈、古賀成美、小谷里歩、近藤里奈、篠原栞那、上西恵、白間美瑠、西村愛華、林萌萌香、福本愛菜、松田栞、山口夕輝、山田菜菜、山本彩、横山由依、吉田朱里、渡辺美優紀
松田在2012年10月28日畢業。
横山在2012年8月28日被宣布AKB48 Team K[2]和NMB48兼任，12月19日開始在Team N活動。開始参加公演在12月19日。最后一次公演是在2013年5月20日。
篠原在2013年4月12日畢業。
山田菜菜移籍到了Team M、5月20日的“横山由依 送别会”是她最后一次出演这场公演。
古賀成美、西村愛華在5月20日昇格进入Team N、从6月14日开始参加此场公演的演出。
福本在7月1日畢業。
市川在4月28日被宣布AKB48 Team B和NMB48 Team N兼任。9月2日开始参加这一公演。
林在10月13日昇格进入Team N、本公演的最后一场是她首次作为正式成员参加。

分组曲分工
- Bird（山本、岸野、山口）
- 用飞吻击落他!（小谷、渡辺、木下春、近藤→古賀、白間、吉田）
- 海市蜃楼（山田→近藤、小笠原）
- 骑士（門脇、上西、福本、松田→横山→西村→市川、篠原→西村）
- 制服真碍事（篠原、山田→近藤、岸野、山本、小笠原、渡辺、近藤→古賀→林、白間）
- 「小池」雖然不是分組曲，但是這首歌中有山田菜菜（移籍后换为近藤里奈）用大阪腔（日语：大阪弁）版本說的一段長台詞。

## JKT48 Team J 2nd Stage「為了誰」公演
印度尼西亚语的公演名称是「Demi Seseorang」
- 公演时间：2014年1月18日[3] -
- 演出成員
  - Ayana Shahab、Beby Chaesara Anadila、Cindy Gulla、Delima Rizky、Devi Kinal Putri、Frieska Anastasia Laksani、Ghaida Farisya、Haruka Nakagawa、Jessica Vania、Jessica Veranda、Melody Nurramdhani Laksani、Nabilah Ratna Ayu Azalia、Rezky Wiranti Dhike、Sendy Ariani、Shania Junianatha、Sonia Natalia,（以上16名為首日公演的成員、其後則跟其他成員交替出演）

分组曲分工
- 《Bird》：Melody、Kinal、Cindy
- 《用飞吻击落他！》：Nabilah、Shania、Ayana、Beby、Jeje、Sonia
- 《海市蜃楼》：Haruka、Veranda
- 《骑士》：Dhike、Ghaida、Delima、Frieska、Sendy
- 《制服真碍事》：Melody、Nabilah、Haruka、Cindy、Veranda、Shania、Ayana、Kinal
- 「小池」雖然不是分組曲，但是這首歌中有Jessica Veranda用印度尼西亚语說的一段長台詞。

## 錄音室專輯CD
公演曲由公演成員收錄的。

### AKB48 Team A 3rd Stage「為了誰」
- 收錄成員
  - Team A：板野友美、浦野一美、大江朝美、大島麻衣、折井あゆみ、川崎希、小嶋陽菜、駒谷仁美、佐藤由加理、篠田麻里子、高橋みなみ、戶島花、中西里菜、成田梨紗、平嶋夏海、星野みちる、前田敦子、增山加彌乃、峯岸みなみ、渡邊志穗

- 收錄曲
通常盤、初回限定盤、收錄曲是一樣。
  1. overture
  2. 含羞草
  3. Warning
  4. 生日夜
  5. Bird（歌：高橋、大島麻、篠田）
  6. 用飞吻击落他！（歌：前田、峯岸、板野、成田、平嶋、増山）
  7. 海市蜃楼（歌：小嶋、中西）
  8. 骑士（歌：浦野、大江、折井、川崎、駒谷、佐藤由、户島、星野、渡邊）
  9. 制服真碍事（歌：板野、大島麻、小嶋、篠田、高橋、中西、前田、峯岸）
  10. 夏已逝
  11. 小池
  12. 月之形
  13. 為了誰 -What can I do for someone?-
  14. Team A組曲
    1. 想见你
    2. Dear my teacher
    3. 樱花的花瓣們
    4. 裙襬飘飘
    5. AKB48

  15. 卖眼泪的少女

## 劇場公演DVD

### Team A 3rd Stage「为了谁」
- 收錄成員
  - Team A：板野友美、浦野一美、大江朝美、大島麻衣、折井あゆみ、川崎希、小嶋陽菜、駒谷仁美、佐藤由加理、篠田麻里子、高橋みなみ、戶島花、中西里菜、成田梨紗、平嶋夏海、星野みちる、前田敦子、增山加彌乃、峯岸みなみ、渡邊志穗

- 收錄曲
  1. overture
  2. 含羞草
  3. Warning
  4. 生日夜
  5. Bird（歌：高橋、大島麻、篠田）
  6. 用飞吻击落他！（歌：前田、峯岸、板野、成田、平嶋、増山）
  7. 海市蜃楼（歌：小嶋、中西）
  8. 骑士（歌：浦野、大江、折井、川崎、駒谷、佐藤由、户島、星野、渡邊）
  9. 制服真碍事（歌：板野、大島麻、小嶋、篠田、高橋、中西、前田、峯岸）
  10. 夏已逝
  11. 小池
  12. 月之形
  13. 為了誰 -What can I do for someone?-
  14. Team A組曲
    1. 想见你
    2. Dear my teacher
    3. 樱花的花瓣們
    4. 裙襬飘飘
    5. AKB48

  15. 卖眼泪的少女

### Team N 1st Stage「為了誰」（DVD）
- 收錄成員
小笠原茉由、門脇佳奈子、岸野里香、木下春奈、小谷里歩、近藤里奈、篠原栞那、上西恵、白間美瑠、福本愛菜、森彩華、山岸奈津美、山田菜菜、山本彩、吉田朱里、渡辺美優紀
- 收錄曲
  1. overture
  2. 含羞草
  3. Warning
  4. 生日夜
  5. Bird（歌：山本、岸野、木下春）
  6. 用飛吻擊落他!（小谷、渡辺、篠原、近藤、白間、吉田）
  7. 海市蜃樓（山田、小笠原）
  8. 騎士（門脇、上西、福本、山岸、森）
  9. 制服真礙事（篠原、山田、岸野、山本、小笠原、渡辺、近藤、白間）
  10. 夏已逝
  11. 小池
  12. 月之形
  13. 為了誰〜What can I do for someone?〜
  14. 混合 
    1. Beginner
    2. 機會的順序
    3. 馬尾與髮圈
    4. 無限重播

  15. NMB48
  16. 賣眼淚的少女

## 翻唱等
- 《制服真礙事》（AKB48 2nd單曲）
- 《賣眼淚的少女》（AKB48 3rd單曲、C/W曲）
- 《生日夜》（AKB48 1st專輯）
- 《為了誰 〜What can I do for someone?〜》（AKB48 配信限定慈善歌）
- 《NMB48》（NMB48 1st專輯）